# 西佛羅里達之爭
西佛羅里達之爭（英語：West Florida Controversy）是指兩次涉及西班牙帝國與美國在西佛羅里達的邊界爭端，歷時37年。第一次邊界爭端是在美國獨立戰爭後西班牙從大不列顛王國手中獲得西佛羅里達和东佛罗里达後開始的。後來美國與西班牙於1795年通過簽署《平克尼條約》得到解決。
第二次邊界爭端發生1803年路易斯安那購地之後。這場爭端導致西佛羅里達州的部分地區於1810年脫離西班牙的控制，建立了西佛罗里达共和国，隨後與美國合併。1819年，美國和西班牙通過談判簽訂了《亞當斯—奧尼斯條約》，美國從西班牙手中購買了佛羅里達州的剩餘地區。該條約於1821年獲得批准。

## 第一次邊界爭端
英國根據1763年《巴黎條約》從西班牙接收了西属佛罗里达，並從法國接收了密西西比河以東幾乎所有的法属路易斯安那领土。英國將其劃分為兩個新殖民地：首府位於彭薩科拉的西佛羅里達州和首府位於聖奧古斯丁的東佛羅里達州。
二十年後，英國在美國獨立戰爭後將佛羅里達州割讓給西班牙。然而，他們沒有具體說明西佛羅里達州的邊界。在英國統治時期，西佛羅里達州的北部邊界最初定在北緯31度線，但在1767年被移至北緯32度22分，以便給予西佛羅里達人更多的土地。西班牙堅稱其西佛羅里達的領土邊界位於北緯32度22分，但美國則堅稱北緯31度22分至32度22分之間的土地一直是英國領土，因此理應屬於美國。雙方經過多年的爭執，最終於1795年通過簽署《平克尼條約》得到解決，雙方同意將北緯31度線作為美國與西佛羅里達州之間的邊界。

## 第二次邊界爭端
當法國於1803年將法屬路易斯安那出售給美國時，西班牙和美國之間就西佛羅里達是否屬於法屬路易斯安那的一部分產生了爭議。美國對密西西比河和佩爾迪多河之間的西佛羅里達地區提出了主權要求，聲稱它是法屬路易斯安那的一部分。西班牙認為這種說法毫無根據。
在西佛羅里達，美國定居者和英國殖民者反對西班牙在當地的統治，他們在1810年發動起義，建立了西佛羅里達共和國，并在90天後與美國合併。
1819年，美國和西班牙通過談判簽訂了《亞當斯—奧尼斯條約》，西班牙將西佛羅里達州和整個東佛羅里達州轉讓給美國。